# Голаррена мягкая
Голарре́на мя́гкая (лат. Holarrhena mitis) — вид двудольных растений рода Голаррена (Holarrhena) семейства Кутровые (Apocynaceae). Текущее название было впервые опубликовано в 1819 году с авторством Роберта Броуна в книге ботаников Йозефа Августа Шультеса и Иоганна Якоба Рёмера.

## Распространение, описание
Эндемик Шри-Ланки, распространённый главным образом в Центральной и Восточной провинциях.
Фанерофит. Кустарник или дерево, 4—15 метров высотой. Ствол 5—20 см в диаметре. Кора гладкая, беловатая. Листья узкоэллиптической формы, тупые или заострённые. Соцветие — венчик с зелёными чашелистиками. Плоды — от серых до тёмно-коричневых.

## Значение
Культивируется в Кот-д’Ивуаре.
Кора голаррены мягкой — источник стероидных алколоидов.

## Синонимика
Синонимичное название — Carissa mitis Vahlbasionym.